# Contea di Qingcheng
La contea di Qingcheng è una contea della Cina, situata nella provincia del Gansu.